# Pałka południowa

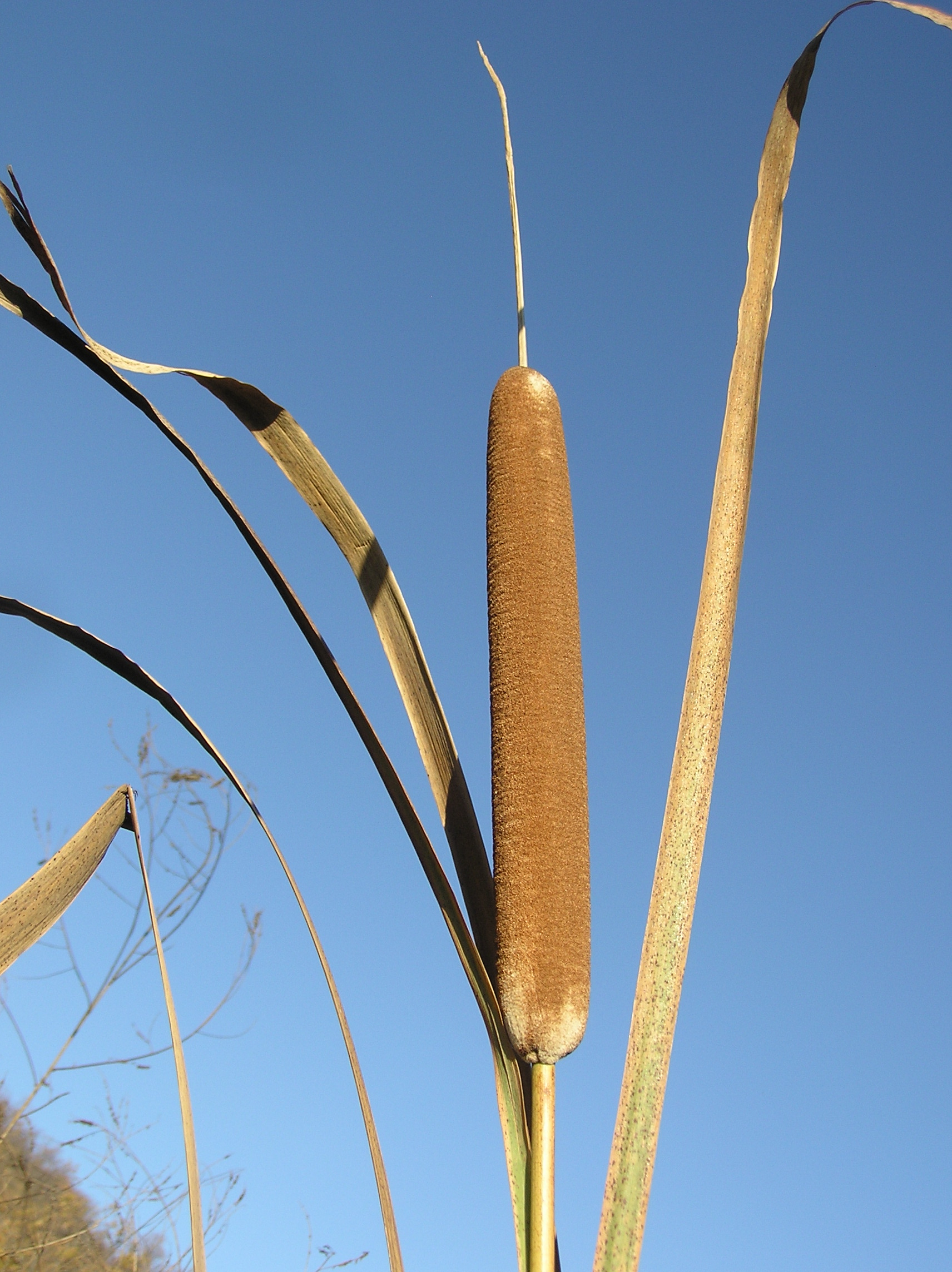
Kwiatostan

Pałka południowa (Typha domingensis Pers.) – gatunek rośliny należący do rodziny pałkowatych (Typhaceae). Obecnie jest bardzo szeroko rozprzestrzeniony na kuli ziemskiej. Z wyjątkiem Antarktydy występuje na wszystkich kontynentach oraz na wielu wyspach. Nie wszędzie jednak rośnie. W Europie występuje tylko w jej części południowej i zachodniej. W Polsce nie występuje w stanie dzikim jednak bywa uprawiana jako roślina ozdobna.

## Morfologia
ŁodygaProsta, o rurkowatej budowie, wzniesiona, sztywna. Ma wysokość 2,5–4 m i grubość 3–4 mm.
LiścieRównowąskie o unerwieniu równoległym, płaskie, wzniesione. Mają szerokość do 15 mm i długość do 4 m i obejmują pochwiasto łodygę na znacznej długości. W miejscu styku liścia z łodyga wydzielany jest śluz, którego zadaniem jest zmniejszyć tarcie podczas kołysania pędów pałki przez wiatr.
KwiatyO okwiecie zredukowanym do wieńca szczecinek otaczających 3 pręciki (w kwiecie męskim) lub 1 słupek (w kwiecie żeńskim). Kwiatostan typu kolba o średnicy ok. 2 cm i długości 1–8 cm. Roślina jednopienna, rozdzielnopłciowa.
OwoceJednonasienne orzeszki, opatrzone włoskami okwiatu w formie puchu kielichowego.

## Biologia i ekologia
Hydrofit, helofit. Rośnie w wodach stojących, często tworzy duże, jednogatunkowe łany. Kwitnie w lipcu i sierpniu. Kwiaty zapylane są przez wiatr. Nasiona opatrzone aparatem lotnym przenoszone są przez wiatr, czasami również przez wodę. Rozmnaża się głównie przez nasiona, rozmnażanie wegetatywne przez kłącze odgrywa mniejszą rolę. Wytwarza fitotoksyny hamujące wzrost i wydzielanie chlorofilu u innych roślin. 

## Uprawa
Wymaga stanowisk słonecznych. Rośnie w płytkiej wodzie (do 30 cm głębokości). W warunkach środkowoeuropejskich zimą wymaga ochrony przed mrozami.

## Udział w kulturze
- Przez niektórych botaników i znawców Biblii pałka południowa i pałka szerokolistna są uważane za rośliny biblijne. Według F. N. Heppera opisane w Księdze Wyjścia (13,18 i 14,21-22) przejście Żydów w czasie ucieczki z Egiptu nie odbyło się przez Morze Czerwone, lecz przez podmokle szuwary na jego obrzeżach. Powołuje się przy tym na występujące w tych cytatach hebrajskie słowa jam-sûp, które dosłownie znaczą morze trzcin lub morze pałki[8].
- Na niektórych obrazach stojący przed Poncjuszem Piłatem Jezus Chrystus w ręce trzyma kwiatostan pałki.  Znawcy roślin biblijnych odrzucają taką możliwość. Co prawda pałka południowa rośnie w Jerozolimie, ale sąd nad Jezusem odbył się wiosną (marzec-kwiecień), a kwiatostany pałki powstają w lipcu[8].